# Gift für den Anderen
Gift für den Anderen (auch Gift für einen Anderen) ist ein britischer Kriminalfilm aus dem Jahr 1951 von Irving Rapper mit Bette Davis und Gary Merrill in den Hauptrollen. Der Film noir wurde von der Dougfair Corporation produziert und basiert auf dem Bühnenstück Thérèse Raquin von Leslie Sands, das wiederum auf dem gleichnamigen Roman von Émile Zola beruht.

## Handlung
Vom Bahnhof im englischen Tarnmoor aus ruft die Autorin Janet Frobisher ihren Liebhaber Larry Stevens an, der eine Affäre mit Janets Sekretärin Chris Dale unterhält, und bittet ihn, sie zu besuchen. Dabei wird sie von ihrem neugierigen Nachbarn, dem Tierarzt Dr. Henderson, gesehen, der sich wundert, warum sie von einer Telefonzelle aus anruft. Henderson fährt sie nach Hause, wo Janet auf einen Eindringling trifft. Er stellt sich als George Bates vor und erklärt, dass er mit Janets verschollenen Ehemann Preston einen Banküberfall begangen hat. Preston erschoss dabei einen Polizisten und flüchtete mit der gesamten Beute. Nun ist George auf der Suche nach ihm. Ohne in Panik zu geraten erklärt Janet ihm, dass sie Preston seit Jahren nicht gesehen habe, doch George hat die Schuhe und den Hut seines Komplizen gefunden. Er ringt Janet das Geständnis ab, dass sie Preston wenige Stunden zuvor ermordet hat. Während der geschockte George die Leiche untersucht, erzählt Janet, wie es zu dem Mord kam.
Janet verließ ihren brutalen Ehemann vor drei Jahren, nahm ihren Mädchennamen Frobisher wieder an und zog nach Tarnmoor. In der Folgezeit gab sie an, dass ihr Mann nach Malaya ausgewandert sei. In Wirklichkeit war Preston immer in England und erpresste sie. Als er am Abend auftauchte und verkündete, einer Scheidung niemals zuzustimmen, vergiftete sie ihn mit einer Mixtur, die eigentlich als Heilpaste für ihr geliebtes Pferd Fury gedacht war.
George befürchtet, dass er als Mörder Prestons gesucht werde, daher soll Janet ihn als ihren Mann ausgeben, da niemand in der Stadt George jemals gesehen hat. Als Dr. Henderson erscheint, muss sich George verstecken. Henderson bittet um Rückgabe der Mixtur, doch Janet gibt vor, alles verbraucht zu haben, was Henderson komisch vorkommt. Der Arzt bemerkt Prestons Hut und besteht darauf, ihn zu sprechen. George tritt hervor und stellt sich als George Preston vor. Als Henderson gegangen ist, stellt George klar, dass Janet die Scharade nun weiterspielen muss. Beide ziehen Prestons Leiche zu einem nahen See. Da Larry zusammen mit Chris erscheint, muss George die Leiche alleine versenken, während Janet die Gäste begrüßt.
Während George am nächsten Morgen Mr. Bigley von der Stadtversammlung abwimmeln muss, unternimmt Janet mit Larry einen Ausritt, bei dem Larry das Verhältnis beendet. Als Janet zurückkehrt, macht ihr George Vorwürfe, ihn so lange alleine gelassen zu haben und erklärt ihr, noch längere Zeit zu bleiben. Janet erzählt ihm, dass Preston noch gelebt habe, als George ihn im See versenkte. Verstört verbringt George die Nacht alleine in seinem Zimmer. Am nächsten Morgen begegnet er der Haushälterin Mrs. Bunting, die sich wundert, dass er ganz anders als auf den Fotos, die sie in einer Kommode gefunden hat, aussehe. Chris teilt ihm mit, dass Janet erneut mit Larry ausgeritten ist. Misstrauisch rät er ihr, ihren Verlobten im Auge zu behalten. George will nun das Paar finden, wird jedoch von Dr. Henderson aufgehalten, der ihm eine Londoner Zeitung reicht, in der ein Mann wegen des Raubüberfall gesucht wird, der genau wie er aussieht. George wird von dem Tierarzt ins Haus verfolgt, der ihm als Hobbypsychologe vorhält, dass George vor etwas weglaufe. Als Henderson geht, erscheinen Janet und Larry. Sowohl George und Janet als auch Larry und Chris geraten in Streit über den Ausritt. Zwischen George und Janet kommt es zu einem Gerangel um Janets Pistole. Als George sie zu fassen bekommt, weist Janet ihn darauf hin, dass nun seine Fingerabdrücke auf der Waffe seien. Sie bietet ihm Prestons Geld und dessen Pass an, wenn er verschwindet, doch George hält es für besser, wenn er bleibe, was auch Janet einsieht.
Am nächsten Tag zieht ein Unwetter auf. George rät Larry, dass er Chris bald heiraten sollte. George will Fury zu einem Ausritt nehmen, wobei Janet vergisst, ihm von der Wildheit des Pferdes zu erzählen. Chris bittet Janet, sich von Larry fernzuhalten, doch die erklärt hartherzig, dass sie ihn für sich wolle. Als Chris sich auf die Heimreise macht, bittet Janet Larry, sie nicht mit George alleine zu lassen. In diesem Moment erscheint George mit der Nachricht, dass sich Fury ein Bein gebrochen habe und erschossen werden müsse. Die entsetzte Janet beklagt, dass Fury das einzige Wesen sei, das sie liebe. Angewidert folgt Larry Chris zum Bahnhof. Dr. Henderson erscheint und informiert Janet, dass Furys Bein nicht gebrochen sei. Da er den Bremsen seines Jeeps bei dem Unwetter nicht traut, lässt er den Wagen kurzerhand vor Janets Haus stehen und geht zu Fuß heim. Janet erklärt George, dass sie mit ihm zusammen bleiben wolle. Sie bittet ihn, Chris vom Bahnhof zurückzubringen, damit sie sich mit ihrem Verlobten Larry aussöhnen könne. George nimmt den Jeep und rast durch das Unwetter zum Bahnhof, von dem kurz darauf Larry zurückkehrt, der Chris nicht mehr erreicht hat. Sein Schwur, Chris zurückzugewinnen führt dazu, dass die verbitterte Janet ihn hinauswirft. Etwas später kommt George zurück, verletzt aber lebendig, und wird von Janet versorgt.
Am folgenden Tag bittet Henderson Mrs. Bunting um Informationen über George, der das Gespräch mithört. Mrs. Bunting erzählt von dem Foto, woraufhin George Henderson zur Rede stellt, der angibt, dass Janet von den defekten Bremsen am Jeep wusste. Nachdem George gegangen ist, informiert Henderson Janet, dass er im See eine Leiche gefunden hat, die nun von der Polizei untersucht wird.  In ihrer Verzweiflung mischt sie die Mixtur in eine Flasche, nimmt jedoch Abstand davon, sie zu trinken. Sie bittet stattdessen den zurückgekehrten George bei ihr zu bleiben. Der will nur auf einen Drink bleiben. Ironisch bemerkt er, dass sie den Drink womöglich wie bei Preston vergiftet hat und gießt sich aus der Flasche mit der Mixtur ein. Nachdem er getrunken hat, bricht Janet in Lachen aus und schaut ihm beim Sterben zu. In diesem Moment erscheint Henderson, dem sie erklärt, dass George Preston ermordet und sie gezwungen habe, ihn als ihren Mann auszugeben. Nun habe er Selbstmord begangen. Als Henderson ihr erzählt, dass vor einigen Tagen der echte Preston versehentlich an seine Tür geklopft habe, bricht Janet zusammen. Der Arzt nimmt die Flasche und hält sie an Janets Lippen, um sie wieder zu Bewusstsein zu bringen. Als sie zu sich kommt und die Flasche erblickt, schallt ihr bitteres Lachen durch das Haus.

## Hintergrund
Gedreht wurde der Film bis Juli 1951 im Vereinigten Königreich, u. a. in Malham in der Grafschaft Yorkshire sowie in den Nettlefold-Studios in der Grafschaft Surrey.
Julie Harris war für das Kostümbild zuständig.

## Veröffentlichung
Die Premiere des Films fand am 20. November 1951 in London statt. In der Bundesrepublik Deutschland wurde er am 26. Juli 1965 im deutschen Fernsehen ausgestrahlt.

## Kritiken
Der Filmkritiken-Aggregator Rotten Tomatoes hat in einer Auswertung von über 250 User-Kritiken ein Publikumsergebnis von 63 Prozent positiver Bewertungen ermittelt.
Das Lexikon des internationalen Films schrieb: „Pseudo-psychologisches Kriminaldrama, spannend durch intensive Schauspieler.“
A. H. Weiler von der The New York Times beschrieb den Film als geschwätzig aber auch mitunter interessant. Die schmückende Besetzung von Davis, Merrill und Williams bewahren das Werk davor, zu einem mittelmäßigen Melodram zu werden. Das Drehbuch sei statisch, Spannung werde nur sporadisch erzeugt.